# Stosunek pracy
Stosunek pracy – pojęcie z zakresu prawa pracy oznaczające więź prawną łączącą pracownika i pracodawcę. 
Cechą charakterystyczną stosunku pracy jest to, że pracownik zobowiązuje się świadczyć na rzecz pracodawcy pracę w miejscu i czasie przez niego określonym i pod jego kierownictwem, a pracodawca zobowiązuje się do zapłaty odpowiedniego wynagrodzenia.

## Cechy stosunku pracy
W Polsce stosunek pracy oraz prawa i obowiązki wynikające z niego dla pracodawcy i pracownika regulowane są przede wszystkim przez Kodeks pracy.
Stosunek pracy może powstać na podstawie:
- umowy o pracę (nawiązywany jest na czas: określony, nieokreślony, zastępstwa lub wykonywania określonej pracy. W ten sposób zatrudnionych jest większość pracowników)
- powołania (zatrudnia się w ten sposób np. skarbnika gminy, wicestarostę, dyrektora instytucji kultury)
- wyboru (w ten sposób nawiązuje się stosunek pracy z osobami wyłonionymi w wyborach, na przykład z wójtem, burmistrzem, starostą)
- mianowania (nominacji) (zatrudniani są tak przede wszystkim urzędnicy lub nauczyciele z odpowiednim stażem pracy)
- spółdzielczej umowy o pracę (w ten sposób nawiązywany jest stosunek pracy z członkami spółdzielni pracy).

Stosunek pracy nie zostaje nawiązany w przypadku umów cywilnoprawnych (to znaczy zawieranych według Kodeksu cywilnego, a nie Kodeksu pracy):
- umowy zlecenia
- umowy o dzieło
- umowy agencyjnej.

Natomiast stosunek pracy zawarty jest z pracownikiem, który świadczy na rzecz pracodawcy pracę w miejscu i czasie przez niego określonym i pod jego kierownictwem bez względu na nazwę zawartej przez strony umowy.
W związku z częstym zastępowaniem umów o pracę umowami cywilnoprawnymi (które nie gwarantują pracownikom prawa do urlopu ani gwarancji minimalnego wynagrodzenia, jeżeli nie zostanie to określone w samej umowie) w 2002 roku znowelizowano Kodeks pracy, dodając zapis: Nie jest dopuszczalne zastąpienie umowy o pracę umową cywilnoprawną przy zachowaniu warunków wykonywania pracy, określonych w § 1 (czyli podanych w poprzednim zdaniu).
Nowelizacja z 2002 roku wyklucza zatem możliwości zatrudniania pracowników, którzy pracują w ustalonych przez pracodawcę godzinach i w siedzibie firmy, na umowę zlecenie lub umowę o dzieło.

## Obowiązki pracodawcy wobec nowo zatrudnionych
Nawiązanie stosunku pracy wiąże się z wieloma obowiązkami wobec osoby zatrudnianej. Do najważniejszych należą:
- bezpieczeństwo i higiena pracy- przeprowadzenie obowiązkowego szkolenia z zasad bhp obowiązujących w miejscu pracy.
- Zapoznanie z prawem wewnętrznym przedsiębiorstwa- wdrożenie w regulamin i zasady działania przedsiębiorstwa. Pracownik musi być poinformowany m.in.o częstotliwości i wysokości wynagrodzenia, normie czasu pracy, okresie wypowiedzenia czy długości przysługującego urlopu.
- Badania lekarskie wstępne i okresowe.
- Prowadzenie akt pracownika uwzględniający okresy ubiegania się o zatrudnienie, okres zatrudnienia oraz zakończenie stosunku pracy. Zaniechania pracodawcy w tym względzie mogą prowadzić do kar finansowych od 1000 zł do 30000 zł wg art. 281 pkt 7 k.p.
- Obowiązek ubezpieczenia zdrowotnego i społecznego.
- Pobieranie zaliczek na podatek dochodowy PIT.

## Przychód ze stosunku pracy
Przychód ze stosunku pracy może być zdefiniowany jako wpływ pieniężny państwa, firmy, rodziny lub osoby uzyskany w określonym czasie ze stosunku pracy. Przychodem ze stosunku pracy nazywa się również rubrykę w księdze rachunkowej, w której wpisuje się uzyskane wpływy gotówkowe. Przychody ze stosunku pracy mogą występować zarówno w wynagrodzeniach, jak i w podatkach dochodowych. Może on mieć formę pieniężną, wartość pieniężną świadczeń w naturze, lub ich ekwiwalenty. Przychodami ze stosunku pracy są również świadczenia pieniężne ponoszone przez pracodawcę na rzecz pracownika, a także wartości innych nieodpłatnych świadczeń albo odpłatnych częściowo.
W przypadku świadczeń ujętych w wykazie zawartym w art. 12 ust. 1 ustawy o podatku dochodowym od osób fizycznych, przychody ze stosunku pracy mogą stanowić podstawę opodatkowania podatkiem dochodowym od osób fizycznych. Za przychód ze stosunku pracy, pracy nakładczej i spółdzielczego stosunku pracy uznaje się, w ustawie o podatku dochodowym od osób fizycznych, wszystkie wypłaty pieniężne i wartość pieniężną tych świadczeń w naturze albo ekwiwalenty za nie bez względu na to, skąd pochodzi źródło finansowania tych świadczeń i wypłat.
Przychód może również stanowić podstawę opodatkowania ryczałtem, zgodnie z zasadami określonymi w ustawie z dnia 20 listopada 1998 roku o zryczałtowanym podatku dochodowym od niektórych przychodów osiąganych przez osoby fizyczne. Katalog przychodów wymieniony jest w ww. ustawie.